# Червоногранитное
Червоногранитное (укр. Червоногранітне) — посёлок, входит в Хорошевский район Житомирской области Украины.
Население по переписи 2001 года составляло 534 человека. Почтовый индекс — 12135. Телефонный код — 4145. Занимает площадь 5,45 км².

## Местный совет
12134, Житомирская обл., Хорошевский р-н, с. Топорище, ул. Ленина, 86а